# Koeficient simetrije
Koeficient simetrije (včasih tudi koeficient asimetrije) v teoriji verjetnosti in statistiki, merilo ki meri asimetrijo verjetnostne porazdelitve realne slučajne spremenljivke. Označujemo ga z {\displaystyle \mathbf {\gamma } }.
Koeficient simetrije lahko zavzame naslednje vrednosti: 
- negativni koeficient simetrije
- pozitivni koeficient simetrije
- koeficient simetrije je enak 0

Negativni koeficient simetrije ima porazdelitev takrat, ko je levi del porazdelitve daljši ali z drugimi besedami kadar je v zbirni porazdelitveni funkciji večina porazdelitve skoncentrirana na desni strani.
Pozitivni koeficient simetrije ima porazdelitev takrat, ko je desni del porazdelitve daljši ali z drugimi besedami kadar je v zbirni funkciji verjetnosti večina porazdelitve skoncentrirana na levi strani porazdelitve. 
Nesimetrična porazdelitev pomeni tudi, ima srednja vrednost večjo vrednost kot mediana. Pri simetričnih porazdelitvah je srednja vrednost enaka mediani in tudi modusu.
Koeficient simetrije je enak 0 pri simetričnih porazdelitvah.
Koeficient simetrije meri smer asimetričnosti množice slučajnih sprememnljivk glede na aritmetično sredino.
Koeficient simetrije imenujemo tudi tretji standardizirani moment slučajne spremenljivke, ki se dobi po naslednjem obrazcu
{\displaystyle \gamma _{1}={\frac {\mu _{3}}{\sigma ^{3}}}}
kjer je 
- µ3 tretji moment
- σ pa je standardni odklon

Keoficient simetrije lahko dobimo tudi z uporabo tretje kumulante
{\displaystyle \gamma _{1}={\frac {\kappa _{3}}{\kappa _{2}^{3/2}}}.\!}
kjer je 
- κ3 tretja kumulanta
- κ2 druga kumulanta

Simetrija pri vzorcu n vrednosti se izračuna na naslednji način 
{\displaystyle \mathbf {\gamma } ={\frac {m_{3}}{m_{2}^{3/2}}}={\frac {{\tfrac {1}{n}}\sum _{i=1}^{n}(x_{i}-{\overline {x}})^{3}}{\left({\tfrac {1}{n}}\sum _{i=1}^{n}(x_{i}-{\overline {x}})^{2}\right)^{3/2}}},\!}
kjer je 
- xi i-ta vrednost v vzorcu
- {\displaystyle {\bar {x}}} je srednja vrednost vzorca
- {\displaystyle m_{3}} je tretji centralni moment
- {\displaystyle m_{2}} je varianca vzorca